# Charley Trippi
College Football Hall of Fame 1959
Pro Football Hall of Fame 1968
(en) Statistiques sur pro-football-reference
Charles Louis Trippi , né le 14 décembre 1921 à Pittston en Pennsylvanie et mort le 19 octobre 2022 à Athens (Géorgie), est un joueur professionnel américain de football américain, occupant les postes de halfback et de quarterback pour les Cardinals de Chicago de la National Football League (NFL) de 1947 à 1955. 
Bien qu'il soit avant tout un running back, sa polyvalence lui permet de remplir une multitude de rôles au cours de sa carrière, dont celui de quarterback, de defensive back, de punter et de kick returner. Trippi était un « quintuple-menaceur » qui savait courir, attraper, faire des passes, des tackles et de la défense.
Trippi fréquente l'université de Géorgie, où il joue au football américain universitaire pour les Bulldogs de la Géorgie de 1942 à 1946, avec un intermède en 1944 alors qu'il sert dans l'armée pendant la Seconde Guerre mondiale. Durant son année sophomore, il guide les Bulldogs vers la victoire lors du Rose Bowl de 1943 et est nommé MVP du match. En 1946, en tant que senior, il remporte le Maxwell Award du meilleur joueur de football universitaire du pays, est nommé joueur de l'année de la Southeastern Conference et est unanimement reconnu membre de la première équipe All-America.
Reconnu comme futur choix par les Cardinals lors de la draft 1945 de la NFL (en), Trippi est également suivi par les Yankees de New York de l'All-America Football Conference (AAFC) ainsi que par plusieurs équipes de baseball professionnel. Il signe finalement un contrat record de 100 000 $ US avec les Cardinals. En tant que rookie, Trippi mène le « Million Dollar Backfield » de Chicago à la victoire lors du match de Championnat de la National Football League (en) en 1947. Au moment où il prend sa retraite, il compile le plus grand nombre de yards d'attaque totale par un joueur de l'histoire de la NFL. Trippi est intronisé au College Football Hall of Fame en 1959 et au Pro Football Hall of Fame en 1968.
Trippi est le plus ancien membre vivant du Pro Football Hall of Fame, le plus ancien premier choix de draft de la NFL et l'un des plus anciens joueurs de football américain encore en vie.

## Biographie

### Jeunesse
Charles Louis Trippi naît d'un père immigrant italien le 14 décembre 1921 à Pittston en Pennsylvanie, une communauté de mineurs de charbon. Cherchant à éviter les dangers d'une vie de mineur de charbon comme son père, Trippi se tourne vers le sport. Il commence sa carrière de footballeur en tant que tailback des Red and White of Pittston High School Panthers qui, en 1967, deviennent les Pittston Area Patriots avec la fusion des écoles Avoca, Dupont et Duryea. Il joue également au baseball semi-professionnel pendant ses études secondaires.

### Carrière universitaire

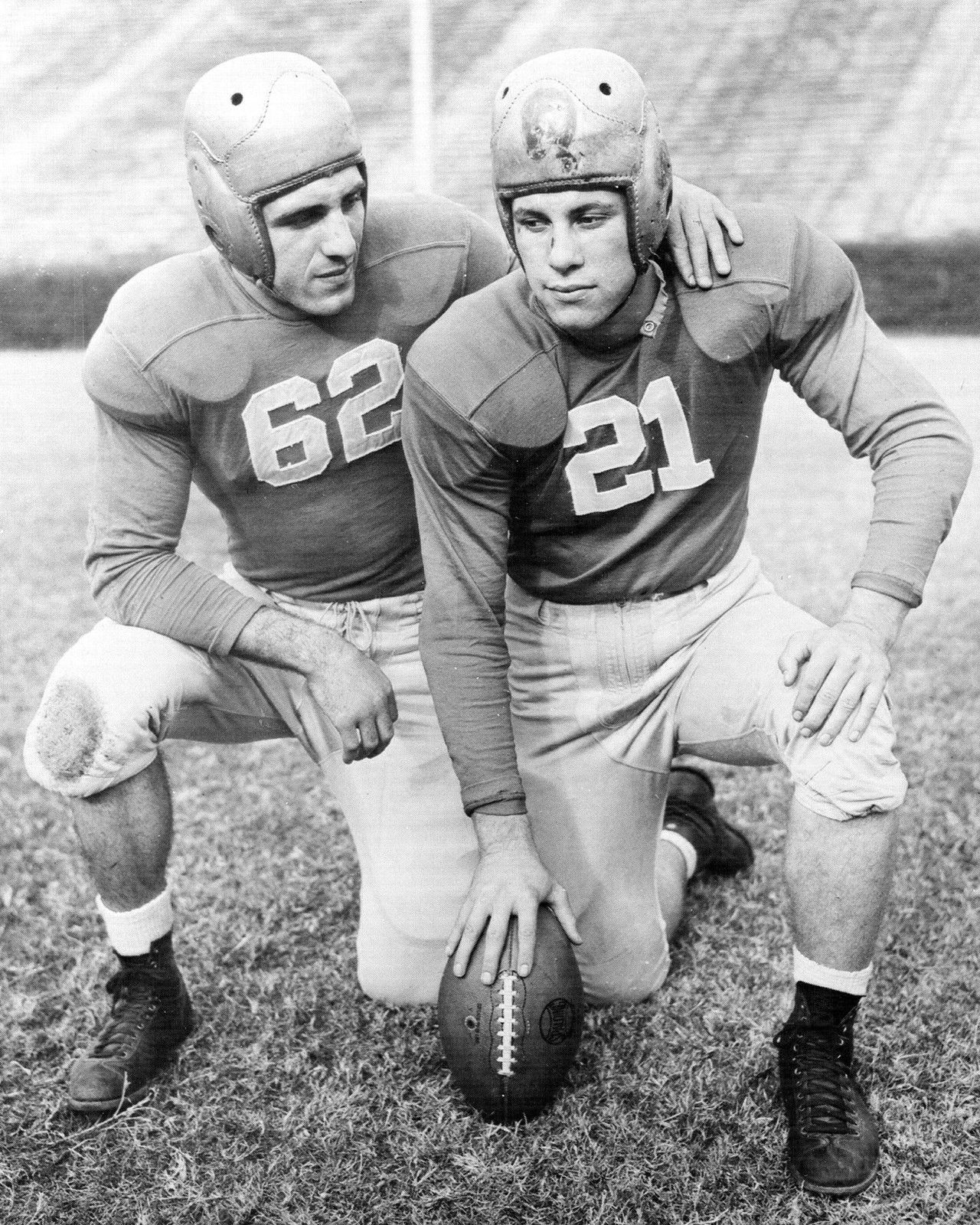
Trippi (à gauche) et son coéquipier des Bulldogs de la Géorgie, Frank Sinkwich.

#### 1942–1943
Considéré comme trop maigre avec ses 72,5 kg (160 lbs), Trippi est refusé par quatre universités avant d'être recruté pour jouer pour l'université de Géorgie par un ancien de la Géorgie, Harold Wayne « War Eagle » Ketron (en). Il reçoit une bourse et joue pour l'équipe universitaire de football des Bulldogs de 1942 à 1946, avec un intermède en 1944 en raison de la Seconde Guerre mondiale. En 1942, alors qu'il est étudiant en deuxième année, il joue aux côtés de Frank Sinkwich, le gagnant du trophée Heisman de la saison. Cette année-là, Trippi et Sinkwich amèment les Bulldogs à une victoire de 75-0 contre les Gators de l'université de Floride, un match où Trippi lance une passe de touchdown à George Poschner, a marqué deux touchdowns à la courseet, en défense, retourne une interception pour un touchdown,. La Géorgie a terminé la saison avec un bilan de 11-1 et est nommée championne nationale par consensus. Trippi guide ensuite la Géorgie vers une victoire de 9-0 contre les Bruins d'UCLA au Rose Bowl 1943, dans lequel il a 27 courses pour 115 yards et effectue également des passes et des punts. Il devient rétroactivement MVP du match lorsque le prix est créé en 1953.

#### Service militaire
La carrière universitaire de Trippi est interrompue par la Seconde Guerre mondiale, ce qui lui fait manquer la saison 1944 et tous les matchs sauf six en 1945. Il joue pour l'équipe de football des Gremlins de la Third Air Force en 1944 et est sélectionné comme arrière dans la première équipe Service All-America de l'Associated Press en 1944. Pendant son service en 1945, il est drafté par les Cardinals de Chicago de la NFL comme futur choix ; en vertu d'une entente avec le propriétaire des Cardinals, Charles Bidwill (en), Trippi est autorisé à retourner à l'université de Géorgie après son passage dans l'armée.

#### 1945–1946
Malgré l'absence lors des cinq premiers matchs de la saison 1945 des Bulldogs, Trippi est nommé de nouveau membre de la première équipe de la Southeastern Conference par Associated Press et United Press International (UPI),. Il lance une passe de touchdown de 54 yards et retourne un punt sur 69 yards pour un touchdown lors de la victoire de 20-6 de la Géorgie contre le Golden Hurricane de l'université de Tulsa dans l'Oil Bowl le jour de l'An. En 1946, Trippi mène la Géorgie à sa première saison invaincue. Contre son rival, les Yellow Jackets de Georgia Tech, dans le dernier match de cette année-là, Trippi compile 544 yards combinées en courant, en passant et en retournant des punts, et marque trois touchdowns dans la victoire de 35-7 de la Géorgie. Les Bulldogs battent ensuite battu les Tar Heels de l'université de Caroline du Nord 20-10 au Sugar Bowl, où Trippi a 14 courses pour 54 yards et lance une passe de touchdown de 67 yards pour Dan Edwards (en).  Après la saison, Trippi reçoit le Maxwell Award au titre de joueur universitaire le plus remarquable de la nation, le trophée Walter Camp Award à titre de meilleur arrière de la nation et est un choix unanime pour l'équipe All-America.  Il termine deuxième du trophée Heisman, derrière le gagnant Glenn Davis des Black Knights de l'Army.

### College All-Star game
En raison des règlements assouplis durant les années de la Deuxième Guerre mondiale, Trippi détient la distinction inhabituelle de participer au College All-Star Game (en) de Chicago à cinq reprises, un record : deux fois avec les Bulldogs de la Géorgie, deux fois dans l'armée et une fois avec les Cardinals. Il est nommé MVP du match en 1945. C'est au Chicago College All-Star Game que Bidwell décide qu'il draftera Trippi en premier à la draft, car « Card-Pitt (en) » n'avait pas gagné en 1944 et avait besoin d'un meneur de jeu. Il a dit, « Je vais t'avoir », se souvient Trippi. « Il voulait que je joue pour lui, et j'ai dit : « Vous n'avez qu'à me repêcher et je suis prêt ». ».

### Baseball
En plus du football américain, Trippi est très convoité pour ses talents au baseball. En 1946, alors qu'il est membre senior de l'équipe de baseball de la Géorgie, il enregistre une moyenne au bâton de 0,475 et réussit onze coups de circuit en trente matchs alors qu'il joue comme arrêt-court et joueur de champ extérieur. En 1947, Trippi joue une saison de baseball mineur avec les Crackers d'Atlanta de la Southern Association. Il enregistre une moyenne au bâton de 0,334 en 106 parties tout en attirant de grandes foules,. Plusieurs équipes de baseball de la ligue majeure tentent de le faire signer, dont les Yankees de New York, les Red Sox de Boston, les Braves de Boston et les Phillies de Philadelphie, mais ces ententes ne sont pas respectées lorsqu'il se joint à la NFL,. Entre les saisons de la NFL en 1948 et 1949, Trippi est l'entraîneur de base-ball de la Géorgie, compilant un bilan de 34-18.

### Carrière professionnelle

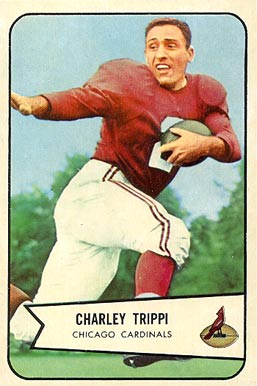
Charley Trippi sur une carte de football 1954.

Charley Trippi joue un rôle majeur dans la lutte entre la NFL et l'All-America Football Conference (AAFC). La recrue de 26 ans a beaucoup d'influence en tant que vedette et pèse donc ses options : les Cardinals et les Yankees de New York de l'AAFC. Les Yankees sont certains d'avoir signé un contrat conjoint avec Trippi, incluant un contrat avec les Yankees de MLB, mais le propriétaire des Cardinals, Charles Bidwill, signe avec Trippi un contrat de quatre ans d'une valeur sans précédent de 100 000 $ US, ainsi qu'un bonus de 25 000 $ US la première année. Ce contrat est considéré comme le plus lucratif de l'histoire du football professionnel,. Trippi estime que la NFL est plus établie et plus stable et que Bidwill lui offre la sécurité d'emploi.
L'ajout de Charley Trippi complète le « Dream Backfield » de Bidwill. Bien que Bidwill n'ait pas vécu pour le voir, Trippi devient le briseur de match dans une équipe talentueuse qui comprend Paul Christman (en), Pat Harder (en), Marshall Goldberg (en) et, plus tard, Elmer Angsman (en). Trippi joue une multitude de rôles pour les Cardinals en tant que rookie : en 11 matchs, il court 83 fois pour 401 yards, attrape 23 passes pour 240 yards, atteint une moyenne de 43,4 yards sur 13 punts, en retourne huit pour 181 yards et 15 kickoffs pour 321 yards, et en défensive retourne une interception de 59 yards pour un touchdown. Les Cardinals compilent neuf victoires et trois défaites et affrontent les Eagles de Philadelphie dans le match de Championnat de la National Football League (en) de 1947, que les Cardinals remportent 28-21 en grande partie grâce à une performance spectaculaire de Trippi. Jouant sur un terrain glacé à Chicago, Trippi porte des souliers de basket-ball pour une meilleure adhérence et totalise 206 yards, dont 102 sur deux retours de punts. Il marque des touchdowns sur une course de 44 yards et un retour de 75 yards. Lors du retour de punt, il échappe à deux reprises à un encerclement de tacleurs et tombe à genoux près du milieu du terrain avant de couper à l'extérieur et de sprinter pour marquer. Trippi est nommé dans la deuxième équipe All-Pro de 1947 par United Press.
Charley Trippi est le leader de la NFL en matière de yards totales en 1948 et 1949, avec 1 485 et 1 552 respectivement. Ses 5,4 yards de course par portée en 1948 mènent également mené la ligue, tout comme ses deux touchdowns de retour de punt. Il réussit un touchdown de 45 yards en retour de punt contre les Packers de Green Bay et retourne ensuite un punt de 67 yards pour un touchdown contre les Steelers de Pittsburgh. Trippi est sélectionné comme membre de la première équipe All-Pro en 1948 par AP, UPI, le New York Daily News et The Sporting News, entre autres. Les Cardinals reviennent au match de championnat en 1948, et cette fois, ils ont été blanchis par les Eagles pour une défaite de 7-0. Trippi est tenu à neuf courses pour seulement 26 yards durant le match, qui s'est déroulé dans une forte tempête de neige,. Trippi est très utilisé comme receveur en 1949 ; en plus de courir pour 554 yards, il mène les Cardinals aux réceptions (32) et aux touchdowns (six) et est le deuxième de l'équipe avec 412 yards de réception.
Après avoir joué comme halfback gauche pendant ses quatre premières saisons, Charley Trippi passe au poste de quarterback en 1951 et 1952. Le 15 décembre 1951, sur le gazon gelé du Wrigley Field à Chicago, Trippi complète neuf passes pour 106 yards et court 11 fois pour 145 yards, ce qui représente trois touchdowns alors que les Cardinals battent les Bears 24-14. Après la saison 1952, il est invité au Pro Bowl comme quarterback de réserve pour l'American Conference. Trippi revient au poste de halfback pour une saison et est de nouveau invité au Pro Bowl. Il passe ensuite à la défense en 1954, enregistrant trois interceptions de passes en tant que defensive back. Il est également devenu le premier punter des Cardinals en 1953 et 1954, et sa moyenne de punts en carrière était de plus de 40 yards par botté. Sa carrière se termine lors de la pré-saison 1955, lorsqu'il est plaqué par John Henry Johnson (en) des 49ers de San Francisco, ce qui laisse Trippi avec un nez cassé, une commotion cérébrale et un os saillant derrière l'œil qui lui a donné une double vision. Il ne participe qu'à cinq matchs cette saison-là et n'enregistre pas de statistiques sur l'offensive. Trippi prend sa retraite le 13 décembre 1955, un jour avant son 33e anniversaire. À l'époque, ses 6 053 yards d'offensive totale (3 506 à la course, 2 547 à la passe et 1 321 en réception) sont les plus par un joueur de l'histoire de la NFL, et il compile le quatrième plus grand nombre de yards d'offensive de tous les joueurs (7 148).

### Vie privée et honneurs
Après avoir mis fin à sa carrière de joueur, Trippi est entraîneur adjoint des Cardinals de 1957 à 1965. Plus tard, il s'est lancé dans l'immobilier. Trippi est intronisé au College Football Hall of Fame en 1959, au Georgia Sports Hall of Fame en 1965, et au Pro Football Hall of Fame et au Pennsylvania Sports Hall of Fame en 1968. Il est le seul joueur du Pro Hall of Fame à avoir accumulé au moins 1 000 yards en réception, en passe et en course. En 2007, il est classé 20e sur la liste ESPN des vingt-cinq meilleurs joueurs de l'histoire du football américain universitaire. Le stade de football de l'école secondaire Pittston Area est nommé stade Charley Trippi en son honneur. En 1969, Trippi est nommé dans l'équipe de la décennie 1940 de la NFL, composée pour honorer les meilleurs joueurs de la décennie. En 2019, Trippi est le plus ancien membre vivant du Pro Football Hall of Fame, ainsi que le plus ancien choix de draft no 1 de la NFL.

## Statistiques

### NCAA
| Année  | Équipe                 | Statut | MJ |     | Courses | Courses | Courses | Courses |       | Passes réceptionnées | Passes réceptionnées | Passes réceptionnées | Passes réceptionnées |
| Année  | Équipe                 | Statut | MJ | Nb. | Yards   | Moy.    | TD      | Nb.     | Yards | Moy.                 | TD                   |                      |                      |
| 1942   | Bulldogs de la Géorgie | FR     | 12 | -   | -       | -       | -       | 125     | 787   | 6,3                  | 6                    |                      |                      |
| 1945   | Bulldogs de la Géorgie | JR     | 10 | 1   | 5       | 5,0     | 0       | 65      | 321   | 4,9                  | 9                    |                      |                      |
| 1946   | Bulldogs de la Géorgie | SR     | 11 | 11  | 120     | 10,9    | 4       | 130     | 800   | 6,2                  | 9                    |                      |                      |
| Totaux | Totaux                 | Totaux | 33 | 12  | 125     | 10,4    | 4       | 320     | 1 908 | 6,0                  | 24                   |                      |                      |

| Année  | Équipe                 | Statut | MJ |         | Passes   | Passes | Passes | Passes | Passes | Passes | Passes  |       | Courses | Courses | Courses | Courses |
| Année  | Équipe                 | Statut | MJ | Tentées | Réussies | Pct.   | Yards  | TD     | Int.   | Éval.  | Tentées | Yards | Moy.    | TD      |         |         |
| 1942   | Bulldogs de la Géorgie | FR     | 12 | 58      | 33       | 56,9   | 602    | 5      | 6      | 151,8  | -       | -     | -       | -       |         |         |
| 1945   | Bulldogs de la Géorgie | JR     | 10 | 60      | 27       | 45,0   | 576    | 3      | 5      | 125,5  | -       | -     | -       | -       |         |         |
| 1946   | Bulldogs de la Géorgie | SR     | 11 | 78      | 42       | 53,8   | 692    | 6      | 2      | 148,6  | -       | -     | -       | -       |         |         |
| Totaux | Totaux                 | Totaux | 33 | 196     | 102      | 52,0   | 1 870  | 14     | 13     | 142,5  | -       | -     | -       | -       |         |         |

### NFL
| Année  | Équipe               | MJ     |     | Courses | Courses | Courses | Courses |       | Passes réceptionnées | Passes réceptionnées | Passes réceptionnées | Passes réceptionnées |
| Année  | Équipe               | MJ     | Nb. | Yards   | Moy.    | TD      | Nb.     | Yards | Moy.                 | TD                   |                      |                      |
| 1947   | Cardinals de Chicago | 11     | 83  | 401     | 4,8     | 2       | 23      | 240   | 10,4                 | 0                    |                      |                      |
| 1948   | Cardinals de Chicago | 12     | 128 | 690     | 5,4     | 6       | 22      | 228   | 10,4                 | 2                    |                      |                      |
| 1949   | Cardinals de Chicago | 12     | 112 | 553     | 4,9     | 3       | 34      | 412   | 12,1                 | 6                    |                      |                      |
| 1950   | Cardinals de Chicago | 12     | 99  | 426     | 4,3     | 3       | 32      | 270   | 8,4                  | 1                    |                      |                      |
| 1951   | Cardinals de Chicago | 12     | 78  | 501     | 6,4     | 4       | -       | -     | -                    | -                    |                      |                      |
| 1952   | Cardinals de Chicago | 11     | 72  | 350     | 4,9     | 4       | 5       | 66    | 13,2                 | 0                    |                      |                      |
| 1953   | Cardinals de Chicago | 12     | 97  | 433     | 4,5     | 0       | 11      | 87    | 7,9                  | 2                    |                      |                      |
| 1954   | Cardinals de Chicago | 12     | 18  | 152     | 8,4     | 1       | 3       | 18    | 6,0                  | 0                    |                      |                      |
| 1955   | Cardinals de Chicago | 5      | -   | -       | -       | -       | -       | -     | -                    | -                    |                      |                      |
| Totaux | Totaux               | Totaux | 687 | 3 506   | 5,1     | 23      | 130     | 1 321 | 10,2                 | 11                   |                      |                      |

| Année  | Équipe               | MJ     |     | Courses | Courses | Courses | Courses |       | Passes réceptionnées | Passes réceptionnées | Passes réceptionnées | Passes réceptionnées |
| Année  | Équipe               | MJ     | Nb. | Yards   | Moy.    | TD      | Nb.     | Yards | Moy.                 | TD                   |                      |                      |
| 1947   | Cardinals de Chicago | 1      | 11  | 84      | 7,6     | 1       | 1       | 20    | 20,0                 | 0                    |                      |                      |
| 1948   | Cardinals de Chicago | 1      | 9   | 26      | 2,9     | 0       | -       | -     | -                    | -                    |                      |                      |
| Totaux | Totaux               | Totaux | 20  | 110     | 5,5     | 1       | 1       | 20    | 20,0                 | 0                    |                      |                      |

| Année  | Équipe               | MJ     |         | Passes   | Passes | Passes | Passes | Passes | Passes | Passes  |       | Courses | Courses | Courses | Courses |
| Année  | Équipe               | MJ     | Tentées | Réussies | Pct.   | Yards  | TD     | Int.   | Éval.  | Tentées | Yards | Moy.    | TD      |         |         |
| 1947   | Cardinals de Chicago | 11     | 2       | 1        | 50,0   | 49     | 0      | 1      | 56,2   | -       | -     | -       | -       |         |         |
| 1948   | Cardinals de Chicago | 12     | 8       | 4        | 50,0   | 118    | 1      | 0      | 135,4  | -       | -     | -       | -       |         |         |
| 1949   | Cardinals de Chicago | 12     | 0       | 0        | 0,0    | 0      | 0      | 0      | 39,6   | -       | -     | -       | -       |         |         |
| 1950   | Cardinals de Chicago | 12     | 3       | 1        | 33,3   | 19     | 0      | 0      | 56,2   | -       | -     | -       | -       |         |         |
| 1951   | Cardinals de Chicago | 12     | 191     | 88       | 46,1   | 1 191  | 8      | 13     | 52,1   | -       | -     | -       | -       |         |         |
| 1952   | Cardinals de Chicago | 11     | 181     | 84       | 46,4   | 890    | 5      | 13     | 40,5   | -       | -     | -       | -       |         |         |
| 1953   | Cardinals de Chicago | 12     | 34      | 20       | 58,8   | 195    | 2      | 1      | 82,4   | -       | -     | -       | -       |         |         |
| 1954   | Cardinals de Chicago | 12     | 13      | 7        | 53,8   | 85     | 0      | 3      | 34,6   | -       | -     | -       | -       |         |         |
| Totaux | Totaux               | Totaux | 434     | 205      | 47,2   | 2 547  | 16     | 31     | 48,4   | -       | -     | -       | -       |         |         |

| Année  | Équipe               | MJ     |         | Passes   | Passes | Passes | Passes | Passes | Passes | Passes  |       | Courses | Courses | Courses | Courses |
| Année  | Équipe               | MJ     | Tentées | Réussies | Pct.   | Yards  | TD     | Int.   | Éval.  | Tentées | Yards | Moy.    | TD      |         |         |
| 1948   | Cardinals de Chicago | 1      | 2       | 0        | 0      | 0      | 0      | 0      | 39,6   | -       | -     | -       | -       |         |         |
| Totaux | Totaux               | Totaux | 2       | 0        | 0      | 0      | 0      | 0      | 39,6   | -       | -     | -       | -       |         |         |

| Année  | Équipe               | MJ     |        | Punt  | Punt | Punt |
| Année  | Équipe               | MJ     | Tentés | Yards | Moy. |      |
| 1948   | Cardinals de Chicago | 12     | 13     | 564   | 43,4 |      |
| 1949   | Cardinals de Chicago | 12     | 8      | 292   | 36,5 |      |
| 1950   | Cardinals de Chicago | 12     | 2      | 94    | 47,0 |      |
| 1951   | Cardinals de Chicago | 12     | 12     | 446   | 37,2 |      |
| 1952   | Cardinals de Chicago | 11     | 16     | 558   | 36,8 |      |
| 1953   | Cardinals de Chicago | 12     | 54     | 2 314 | 42,9 |      |
| 1954   | Cardinals de Chicago | 12     | 59     | 2 308 | 39,1 |      |
| 1955   | Cardinals de Chicago | 5      | 32     | 1 301 | 40,7 |      |
| Totaux | Totaux               | Totaux | 196    | 7 907 | 40,3 |      |

| Saison | Équipe               |     | MJ |       | Retours de kickoffs | Retours de kickoffs | Retours de kickoffs | Retours de kickoffs |      | Retours de punts | Retours de punts | Retours de punts | Retours de punts |
| Saison | Équipe               | Ten | MJ | Yds   | Moy                 | TD                  | Ten                 | Yds                 | Moy  | TD               |                  |                  |                  |
| 1947   | Cardinals de Chicago | 11  | 15 | 321   | 21,4                | 0                   | 8                   | 141                 | 17,6 | 0                |                  |                  |                  |
| 1948   | Cardinals de Chicago | 12  | 16 | 354   | 22,1                | 0                   | 11                  | 213                 | 19,4 | 2                |                  |                  |                  |
| 1949   | Cardinals de Chicago | 12  | 18 | 427   | 23,7                | 0                   | 10                  | 160                 | 16,0 | 0                |                  |                  |                  |
| 1950   | Cardinals de Chicago | 12  | 8  | 139   | 17,4                | 0                   | 7                   | 54                  | 7,7  | 0                |                  |                  |                  |
| 1953   | Cardinals de Chicago | 12  | 8  | 199   | 24,9                | 0                   | 21                  | 239                 | 11,4 | 0                |                  |                  |                  |
| 1954   | Cardinals de Chicago | 12  | 1  | 17    | 17,0                | 0                   | 6                   | 57                  | 9,5  | 0                |                  |                  |                  |
| Totaux | Totaux               | 71  | 66 | 1 457 | 22,1                | 0                   | 63                  | 864                 | 13,7 | 2                |                  |                  |                  |

| Saison | Équipe               |     | MJ |     | Retours de kickoffs | Retours de kickoffs | Retours de kickoffs | Retours de kickoffs |      | Retours de punts | Retours de punts | Retours de punts | Retours de punts |
| Saison | Équipe               | Ten | MJ | Yds | Moy                 | TD                  | Ten                 | Yds                 | Moy  | TD               |                  |                  |                  |
| 1947   | Cardinals de Chicago | 1   | -  | -   | -                   | -                   | 2                   | 102                 | 51,0 | 1                |                  |                  |                  |
| 1948   | Cardinals de Chicago | 1   | -  | -   | -                   | -                   | 2                   | 11                  | 5,5  | 0                |                  |                  |                  |
| Totaux | Totaux               | 2   | -  | -   | -                   | -                   | 4                   | 113                 | 28,3 | 1                |                  |                  |                  |